# グランヌ・リヴィエ・ディノー郡

グランヌ・リヴィエ・ディノー郡
Grann Rivyè dinò

グランヌ・リヴィエ・ディノー郡（グランヌ・リヴィエ・ディノーぐん、ハイチ語: Grann Rivyè dinò、フランス語: Grande-Rivière-du-Nord）は、ハイチ北県東部の内陸の郡。北西にアキル・ディノー郡、北にカプ・アイシアン郡、南西にサン・ラファイェル郡、東に北東県トゥウ・ディノー郡と接する。
北にグランヌ・リヴィエ・ディノー、南にバウォンの2つのコミーンが置かれている。郵便番号は13から始まる。

## 脚註
1. 1 2  “Haiti: administrative units, extended”.   GeoHive.com. 2016年10月5日時点のオリジナルよりアーカイブ。2021年8月9日閲覧。
2. ↑  “POPULATION TOTALE, POPULATION DE 18 ANS ET PLUS MÉNAGES ET DENSITÉS ESTIMÉS EN 2015” (pdf).   l’Institut Haïtien de Statistique et d’Informatique (IHSI). pp. 16 - 17 (2015年3月). 2021年8月9日閲覧。